# Pakhtaabad
Pakhtaabad (in uzbeco Paxtaobod; in russo Пахтаабад) è il capoluogo del distretto di Pakhtaabad nella regione di Andijan, in Uzbekistan. Ha una popolazione (calcolata per il 2010) di 27.062 abitanti. La città si trova nella valle di Fergana sulla riva sinistra del fiume Tentaksay, circa 20 km a nord-est di Andijan, nella parte settentrionale della regione. 
Il nome della città si riferisce alla pianta del cotone (paxta in uzbeco significa cotone).